# Anoplodactylus velamellus
Anoplodactylus velamellus är en havsspindelart som beskrevs av Nakamura, K. och C.A. Child 1991. Anoplodactylus velamellus ingår i släktet Anoplodactylus och familjen Phoxichilidiidae. Inga underarter finns listade i Catalogue of Life.